# Maicon Santos
Maicon dos Santos Corrêa, mais conhecido como Maicon Santos (Paracambi, 18 de abril de 1984), é um ex-futebolista brasileiro que atuava como atacante.

## Carreira
Maicon começou a sua carreira no Madureira do Rio de Janeiro, onde assinou um contrato até o final de 2005, logo após, assinou uma prorrogação de contrato até abril de 2008. Mas no início de 2006 foi emprestado ao Remo para a disputa da Copa do Brasil, onde em 4 jogos anotou 3 gols.
Logo após sua passagem pelo clube paraense, foi para o exterior para atuar no Étoile du Sahel da Tunísia. Durante sua carreira no norte da África, ele também jogou, por empréstimo, no Al-Nasr Benghazi da Líbia.
Em 2008, Maicon atuou pelos times israelense Kiryat Shmona e Bnei Sakhnin, e depois mudou-se para o Bonsucesso. Depois disso já no ano de 2009, ele assinou um contrato de empréstimo com o Chivas USA para a disputa da Major League Soccer.
Em 9 de julho de 2010 foi anunciado a contratação de Maicon por parte do Toronto FC do Canadá, clube que também disputa a Major League Soccer. Ele fez sua estréia ao entrar no intervalo do jogo contra o Colorado Rapids no dia 10 de julho de 2010. Marcou seu primeiro gol em um amistoso contra o Bolton no BMO Field em 21 de julho de 2010. Três dias depois, Maicon marcou seu primeiro gol em casa pelo Toronto que empatou em 1 a 1 com o Dallas. Maicon também ajudou o clube ao marcar em um jogo válido pela Liga dos Campeões da CONCACAF contra o Real Salt Lake em 16 de setembro de 2010, após um passe do companheiro de equipe O'Brian White.
Em 18 de janeiro de 2012, foi contratado pelo D.C. United, após ter participado da pré-temporada com a equipe.
Santos foi escolhido pelo Chicago Fire na primeira fase do Re-Entry Draft de 2012.

## Títulos
Étoile du Sahel
- Copa das Confederações da CAF: 2006
- Campeonato Tunisiano de Futebol: 2006–07

Toronto
- Campeonato Canadense: 2011

## Prêmios individuais
- Artilheiro do Campeonato Canadense: 2011 (3 gols)